# Violet Hunt
Isobel Violet Hunt (* 28. September 1862 in Durham; † 16. Januar 1942 in Campden Hill, London) war eine britische Autorin.

## Leben
Isobel Violet Hunt war die Tochter des Künstlers Alfred William Hunt und der Schriftstellerin Margaret Raine Hunt (1831–1912). Im Jahr 1865 zogen ihre Eltern mit ihren Kindern von Durham nach London. Dort kam Isobel Violet in Kontakt mit präraffaelitischen Gruppen, unter anderem mit John Ruskin und William Morris. 1879 lernte sie Oscar Wilde in Dublin kennen. Ihre jüngere Schwester Venetia heiratete 1886 den Kunsthandwerker und Designer William Arthur Smith Benson, der ebenfalls im Kreis der Präraffaeliten verkehrte.
Hunt schrieb viele Romane, zudem eine Biographie über Elizabeth Eleanor Siddal, die aber als voreingenommen gegen deren Mann Dante Gabriel Rossetti gewertet wird. Die Autorin war zeitweilig mit dem verheirateten Schriftsteller Ford Madox Ford liiert, des Weiteren lebte sie mit H. G. Wells und William Somerset Maugham zusammen, der sie in seinem Roman Of Human Bondage als Nora Nesbit porträtierte.

## Werke (Auswahl)
- A Hard Woman, a Story in Scenes, 1895
  - Kein Herz. Eine Geschichte in Szenen. Autorisierte Übersetzung aus dem Englischen von Emmy Becher. Engelhorn, Stuttgart 1903.
- The Prayer, 1895
  - Das Gebet. Aus dem Englischen übersetzt und mit einem Nachwort versehen von Heiko Postma. JMB Verlag, Hannover 2024.
- The Human Interest – A Study in Incompatibilities, 1899
- White Rose of Weary Leaf, 1908
- The Wife of Altamont, 1910
- Tales of the Uneasy, 1911
- Their Hearts, 1921
- The Wife of Rossetti – Her Life and Death, 1932